# І прийшло знищення
І прийшло знищення (англ. Things Fall Apart) — роман англомовного нігерійського письменника Чинуа Ачебе, що вийшов у світ у 1958 році. Основною темою твору є події в колоніальній та постколоніальній Нігерії, демонструється вплив християнських місіонерів та колонізаторів на традиційний устрій нігерійських племен. Роман вважається першим англомовним африканським твором подібного роду, який отримав світове визнання. На сьогодні «І прийшло знищення» вважається класикою африканської літератури і входить в обов'язкову шкільну програму в усій Африці, а також вивчається студентами закордонних англомовних навчальних закладів. Назва роману взята з віршу В. Б. Єйтса «Друге пришестя».

## Сюжет
Головний герой роману Оконкво — знаменитий в своєму районі борець. Дужий і працьовитий, він прагне ні в чому не здаватись слабким чи нерішучим, оскільки над ним тяжіє доля батька, Унока, котрий помер ганебною смертю, залишивши своєму сину цілу купу боргів. Ця одержимість власною показною мужністю виливається в його сварливе поводження зі своїми трьома дружинами, дітьми та сусідами, хоча все село вважає його багатим, сміливим і щасливим. За ці риси рада села обирає Оконкво за вихователя підлітку Ікемефуні, який був взятий селом під опіку після того, як його батько, що був родом з іншого села, вбив свою дружину, односільчанку Оконкво. Ікемефуна оселяється у Оконкво, вважає його взірцем і називає своїм другим батьком. Проте шаман племені підмовляє Оконкво відплатити за смерть одноплемінниці, вбивши Ікемефуну — щоб не здатися слабким і малодушним Оконкво погоджується на вирок дитині. Після цього в житті Оконкво все летить шкереберть — донька тяжко хворіє, син гине в результаті нещасного випадку, справи йдуть все гірше і гірше, а коли головний герой повертається із семирічного заслання, яке відбував, щоб задобрити духів, він знаходить своє село захопленим білими людьми, які поставили з ніг на голову всі порядки, укладені племенем за сотні років.